# Parti Social Français

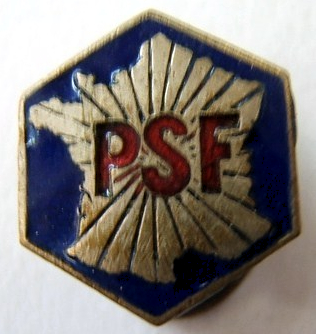
Insigne van de PSF.

De Parti Social Français (PSF) was een rechts-nationalistische politieke partij in Frankrijk in de jaren voor en tijdens de Tweede Wereldoorlog.
Voor de voorgeschiedenis en het ontstaan, zie Croix-de-Feu
De partij werd in 1936 opgericht door luitenant-kolonel François de La Rocque als opvolger van de door hem geleide massabeweging Croix-de-Feu. Die beweging was dat jaar door de linkse Volksfrontregering ontbonden omdat ze een fascistische privémilitie zou zijn. De PSF nam het programma en de structuur van deze beweging over, maar was in tegenstelling tot de Croix-de-Feu een echte politieke partij, die aan verkiezingen meedeed.
La Rocque zou vanaf het begin als voorzitter de onbetwiste leider en bezieler van de partij zijn.

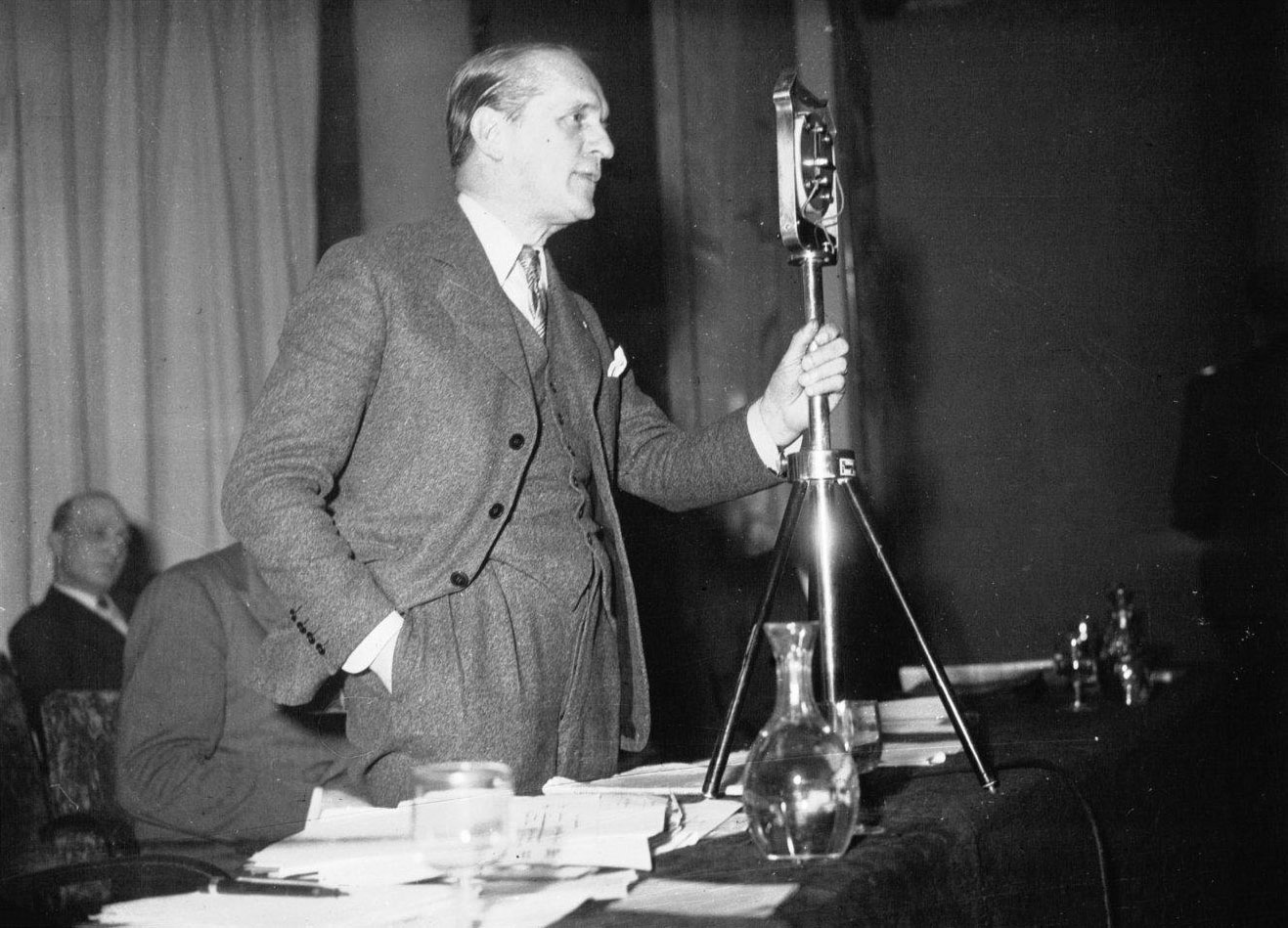
Kolonel de La Rocque op het eerste congres van de PSF (1936)

De PSF was een echte massapartij, een uitzondering voor de Franse rechterzijde. Het aantal mensen dat bij de partij of haar nevenorganisaties was aangesloten bedroeg meer dan een half miljoen, misschien zelfs een miljoen. Daarmee was ze potentieel de grootste partij van Frankrijk.
Die aanhang was deels te danken aan het netwerk van sociale en culturele organisaties, waarvan de meeste al onder de Croix-de-Feu bestonden: vakantiekolonies, sportclubs, volkshogescholen, gaarkeukens voor behoeftigen... De eigen vakbonden werden in 1937 verenigd in de Confédération des syndicats professionels français, die de op twee na grootste vakbondsfederatie van het land werd. De PSF was sinds 1937 eigenaar van de bekende krant Le Petit Journal.
Door het uitbreken van de oorlog zou de PSF nooit aan algemene verkiezingen kunnen deelnemen, maar vanaf het begin kon ze rekenen op parlementsleden en andere mandatarissen die al met de Croix-de-Feu hadden gesympathiseerd. Ze won ook enkele tussentijdse verkiezingen. Daaruit zou blijken dat de PSF op zo'n 15 % van de stemmen kon rekenen. Ook stapten verkozenen van andere partijen over naar de PSF. Uiteindelijk zou de PSF 11 afgevaardigden in de Kamer en circa 3000 burgemeesters hebben.
De partij werd vaak als extreemrechts bestempeld, maar had geen contact met uitgesproken extreemrechtse partijen, zoals de fascistische Parti Populaire Français. De PSF was niet tegen het republikeinse regime, maar streefde naar een sterke uitvoerende macht, waarbij de macht van het parlement zou worden ingeperkt. Ze was wel uitgesproken nationalistisch en anticommunistisch en verdedigde een conservatief programma waarbij de christelijke waarden werden verdedigd, zonder evenwel klerikaal te zijn.
Aan het sociale aspect werd veel aandacht besteed: de partij wilde door een vorm van corporatisme de samenwerking van arbeid en kapitaal bevorderen. Het extreemrechtse etiket heeft overigens niet belet dat het na de mislukking van het Volksfront tot een toenadering kwam tussen de PSF en de centrumlinkse radicale partij.
De PSF was fel anti-Duits en beschouwde het Duitse nationaalsocialisme als een bedreiging voor Frankrijk. Bij het begin van de Tweede Wereldoorlog steunde ze de Franse regering en richtte een grote hulporganisatie op, de Artisans du devoir patriotique (ADP). Bij de Duitse aanval van 10 mei 1940 werd een PSF-kamerlid, Jean Ybarnégaray, minister.
Na de wapenstilstand van juni 1940 stond de PSF achter de machtsoverdracht aan maarschalk Pétain. Onder diens Vichy-regime moesten alle politieke partijen hun werking stopzetten, maar de PSF kon onder de naam "Progrès Social Français" haar netwerk van organisaties behouden. Hoewel het nieuwe regime zich voor een deel liet inspireren op de ideeën van de PSF, steunde die het regime niet volledig. De PSF had nooit het antisemitisme beleden en was tegen collaboratie met de Duitse bezetter. La Rocque weigerde zijn organisatie te doen opgaan in het Légion française des combattants, een eenheidsbeweging van Vichy. De steun van de PSF aan het regime hield vooral een trouw aan de persoon van maarschalk Pétain in, wat niet belette dat sommige leden zich helemaal achter het regime gingen scharen.
Toen Vichy tegen het einde van 1942 helemaal de weg van de collaboratie insloeg, traden veel PSF-militanten toe tot het verzet. Als gevolg werd de partij door de Duitse bezetter verboden. Enkele verzetsorganisaties bestonden overwegend uit PSF-leden of waren door hen gesticht. Sommigen, zoals La Rocque, werden door de Duitsers gearresteerd en belandden in concentratiekampen.
Toch was er in het verzet ook veel wantrouwen jegens de PSF, vanwege de aanvankelijke steun aan Pétain. Bij de bevrijding van Frankrijk in 1944 werd het het de partij niet toegestaan opnieuw actief te worden. Alleen de hulporganisatie ADP zou nog een tijd een kwijnend bestaan lijden. La Rocque werd in 1945, meteen na zijn terugkeer uit de kampen, enkele maanden zonder vorm van proces opgesloten en overleed kort nadien.
Nog voor het overlijden van La Rocque stichtten enkele van zijn aanhangers de 'Parti républicain social de la réconciliation française' (Republikeinse en Sociale Partij van Franse Verzoening) die de voortzetting van de PSF moest vormen. Deze vormde met andere partijen, in de eerste plaats de radicale partij, een alliantie onder de naam Rassemblement des gauches républicaines (RGR) en tot 1956 zou blijven bestaan. Andere oud-PSF-militanten werden al tijdens de oorlog aanhangers van het gaullisme, dat qua ideologie nogal wat gemeen had met de PSF.